# Wittrockiellaceae
Famille
Les Wittrockiellaceae sont une famille d’algues vertes de l’ordre des Cladophorales .

## Étymologie
Le nom vient du genre type Wittrockiella (en), nommé en hommage au botaniste suédois Veit Brecher Wittrock (en) (1839-1914).

## Description
Les Wittrockiellaceae ont un thalle constitué de quelques fils ramifiés, multicellulaires et dressés, dont les cellules peuvent former des poils unicellulaires (rarement bicellulaires). Les cellules sont multinucléées et possèdent un chromatophore vert ou jaunâtre, mural et réticulé. Ils peuvent contenir de l'huile de couleur orange. Leur reproduction est faite par akinètes et aplanospores, ces dernières étant présentes en grand nombre dans les aplanosporanges. Les zoospores et les gamètes sont absents.

## Classification
Cette famille et ses espèces ont été incorporées à celle des Pithophoraceae.

## Publication originale
- (de) N. Wille (planches XI-XIV), « Algologische Notizen XV. : Über Wittrockiella nov. gen. », Nyt magazin for naturvidenskaberne, vol. 47,‎ 1909, p. 209-224 (ISSN 0803-5911, lire en ligne, consulté le 28 février 2024).